# سوزان كولينز (فنانة تشكيلية)
سوزان كولينز (بالإنجليزية: Susan Collins)‏ هي فنانة تشكيلية بريطانية، ولدت في 1964 في لندن في المملكة المتحدة.